# 辛樹芬
辛樹芬（1965年—），是一位出身臺灣的前電影演員。

## 生平
1980年代，導演侯孝賢在西門町街頭發現辛樹芬，並邀請她在其首部電影作品《童年往事》中扮演吳淑梅一角；當時，她還在就讀高中三年級，並曾參加蘭陵劇坊的課程。隨後，她在《戀戀風塵》中飾演了女主角江素雲。
1987年，她也在廖慶松導演、吳念真編劇的《期待你長大》中演出。
1989年前後，她再度受侯孝賢邀請飾演《悲情城市》中吳寬美一角。
但《悲情城市》的寬美一角，成了她在影劇中的最後現身。完成《悲情城市》後，很少出現關於她的消息，這麼多年來，和侯孝賢導演也是書信聯繫，幾乎沒有見過面。
2009年，《悲情城市》的劇組曾為了電影20周年的聚會尋找她三個多月，但仍然無法找到她。金馬獎也曾特別發佈一個「尋找辛樹芬」的活動，但她始終都沒有現身。

## 評價
- 梁朝偉：「她是我最欣賞的女演員之一。」
- 吳念真：「她是一個非常知道自己要做什麼、該做什麼的人，演員，對她來說只是人生中一個奇遇，一個經驗。」[9]

- 侯孝賢：「她是我最念念不忘的女主角……她非常古典……她若能夠堅持演下去，會有非常了不起的成就。」[1][10][11][12]

## 作品

### 電影
| 年份   | 片名           | 角色名稱   | 特殊事項 |
| ------ | -------------- | ---------- | -------- |
| 1985年 | 《童年往事》   | 吳淑梅     |          |
| 1987年 | 《戀戀風塵》   | 江素雲     |          |
| 1987年 | 《期待你長大》 | 妙華的表姐 |          |
| 1987年 | 《尼羅河女兒》 | 彭樹芳     |          |
| 1989年 | 《悲情城市》   | 吳寬美     |          |

## 相關連結
- 辛樹芬在香港影庫上的簡介
- 辛樹芬在互联网电影资料库（IMDb）上的資料（英文）
- 烂蕃茄上的辛樹芬（英文）
- 辛樹芬 （页面存档备份，存于）在BFI上的頁面（英文）